# Teatro Municipal Raul Cortez
O Teatro Municipal Raul Cortez é um teatro situado na cidade fluminense de Duque de Caxias, mais especificamente no bairro do Centro, parte do 1º distrito (Duque de Caxias). Localiza-se na Praça do Pacificador, entre as avenidas Doutor Plínio Casado e Governador Leonel de Moura Brizola. Próximo ao teatro situa-se a Estação Duque de Caxias da Linha Saracuruna da SuperVia.
O teatro foi inaugurado no dia 23 de setembro de 2006 em evento que contou com a apresentação da Orquestra Petrobras Sinfônica. Foi projetado pelo arquiteto Oscar Niemeyer. Compõe o Centro Cultural Oscar Niemeyer junto com a Biblioteca Municipal Leonel de Moura Brizola. É administrado pela Prefeitura Municipal de Duque de Caxias por meio da Secretaria Municipal de Cultura e Turismo.
O Teatro Raul Cortez tem capacidade para 440 pessoas em lugares cobertos. O prédio tem uma parede removível que permite que o palco se abra para a Praça do Pacificador e o público possa assistir aos espetáculos do lado de fora do teatro. É considerado o maior espaço público de artes cênicas da Baixada Fluminense e o terceiro maior palco do estado do Rio de Janeiro, atrás apenas do Theatro Municipal do Rio de Janeiro e do Teatro João Caetano, ambos situados na cidade do Rio de Janeiro.
O nome do teatro homenageia Raul Cortez, que foi um ator, produtor e diretor brasileiro. Raul, que faleceu em julho de 2006, atuou em diversos filmes e telenovelas.
Em 2021, uma obra da Prefeitura de Duque de Caxias fechou com tijolos a marquise do Teatro Municipal Raul Cortez, local que estava sendo usado como abrigo por pessoas em situação de rua. A intervenção, segundo Paulo Niemeyer, bisneto do arquiteto Oscar Niemeyer, não foi autorizada pelo escritório de arquitetura da família. O teatro não é tombado nem pelo Instituto do Patrimônio Histórico e Artístico Nacional (IPHAN) nem pelo Instituto Estadual do Patrimônio Cultural (INEPAC). Em nota, a Prefeitura informou que a intervenção integra o projeto de reforma do prédio, que todos os procedimentos legais foram cumpridos e que as pessoas em situação de rua são acolhidas em equipamentos públicos do município.